# Timo Werner
Timo Werner (Stuttgart, 1996. március 6. –) német válogatott labdarúgó, a német első osztályú RB Leipzig játékosa.
2013-ban mutatkozott be a VfB Stuttgartban a profik között a klub valaha volt legfiatalabb játékosaként, később a klub legfiatalabb gólszerzője is ő lett. A Stuttgartban több mint százszor lépett pályára, majd 2016-ban akkor klubrekordnak számító 10 millió euróért igazolt az RB Leipzig-hez. A két klubnál töltött időszaka alatt ő lett a legfiatalabb Bundesliga játékos, aki a német első osztályban 50-szer, 100-szor, 150-szer majd 200-szor is pályára léphetett, bár az első két mérföldkő tekintetében Kai Havertz már megdöntötte rekordját. Jelenleg is ő a legfiatalabb játékos, aki német első ligás meccsen duplázni tudott.
Már ifjúsági válogatottként is szép számmal termelte a gólokat, különböző korcsoportokban 48 meccsen 34 gólt szerzett. A felnőtt válogatottban 2017-ben mutatkozott be és még ugyanebben az évben Konföderációs kupa győzelemhez segítette a német nemzeti tizenegyet, 3 találatával pedig a torna aranycipőjét is elhódította.

## Klubcsapatokban

### VfB Stuttgart

#### Fiatal évei

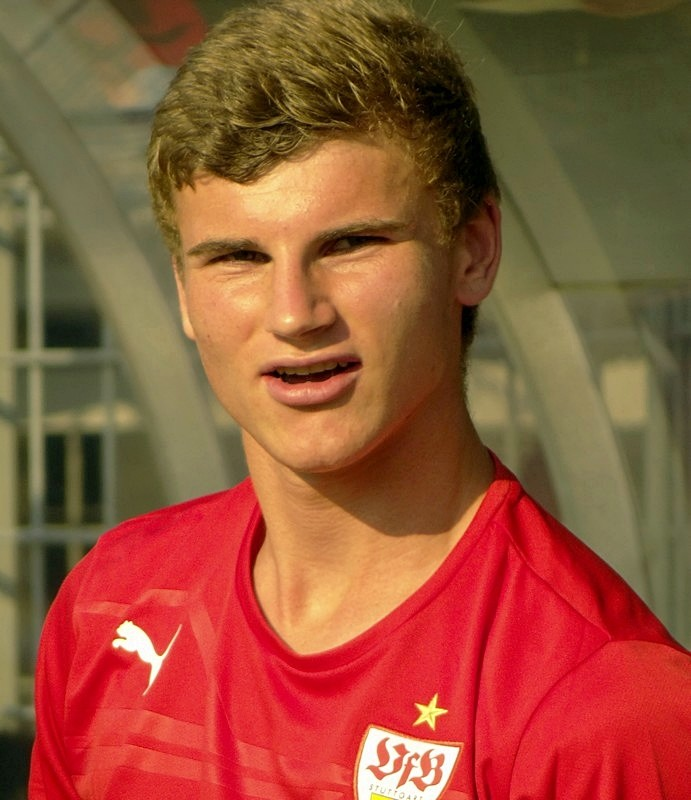
A VfB Stuttgart játékosaként 2013-ban

A TSV Steinhaldenfeld korosztályos csapatában kezdett megismerkedni a labdarúgás alapjaival. 2002-ben csatlakozott a VfB Stuttgart akadémiájához, ahol végigjárta a korosztályos csapatokat.
 2010 és 2012 között az U17-es bajnokságban szerepelt, itt 37 mérkőzésen 32 gól fűződött a nevéhez. A 2010–2011-es szezonban csoportjukat megnyerték, a következő idényben pedig gólkirályi címet szerzett. A 2012–2013-as évadban az U19-es bajnokság játékosa volt, itt 23 találkozón 24 gólt szerzett, mellyel a bajnokság gólkirálya volt, megelőzve 2 találattal Daniele Gabrielet.

#### A 2013–2014-es szezon
2013. augusztus 1-jén a Botev Plovdiv elleni Európa-liga-selejtezőn debütált a profik között, a 67. percben Alexandru Maxim váltotta őt. Werner ekkor 17 éves, 4 hónapos és 25 napos volt, így ő lett a Bundesliga-csapat történetének legfiatalabb, tétmeccsen pályára lépő játékosa. Négy nappal később a kupában is bemutatkozott, a BFC Dynamo elleni 2–0-ra megnyert találkozón a 79. percben váltotta Ibrahima Traorét. Augusztus 17-én első élvonalbeli mérkőzését a Bayer Leverkusen ellen játszotta, a 77. percben állt be Szakai Gótoku helyére, csapata 1–0-ra kapitulált. Szeptember 22-én első gólját szerezte az Eintracht Frankfurt elleni mérkőzésen, a 17. percben fejjel volt eredményes. November 10-én 2 gólt lőtt az SC Freiburg elleni 3–1-es győzelem során, ezzel ő lett a német első osztály történetének legfiatalabb játékosa, aki kétszer tudott eredményes lenni egy találkozón. A mérkőzés 10. percében a középkezdés után labdát szerzett a Stuttgart, Werner cselezett balról befelé, majd 9 méterről spiccel lőtt a kapu közepébe. Egy szögletet követően Admir Mehmedi lövését blokkolták és a 82. percben a kipattanóból megindult a vendég együttes, egyedül Werner lépett ki balösszekötőben és 16 méterről gurította a kapu jobb oldalába a labdát. December 14-én a VfL Wolfsburg ellen idegenben az 57. percben szépített egy kapáslövéssel, de a 78. percben Ivan Perišić egy védelmi hiba után kialakította a 3–1-es végeredményt. 2014. március 6-án, a 18. születésnapján 2018 júniusáig szóló szerződést kötött klubjával. Március 30-án a második csapatban is pályára lépett az SV Elversberg ellen a harmadosztályban, a 18. percben a mérkőzés első gólját értékesítette. A szezon során 30 bajnokin 4 gólt szerzett és 5 gólpasszt is kiosztott az első csapatban.

#### A 2014–2015-ös szezon
2014. augusztus 16-án játszotta első tétmérkőzését az idényben a VfL Bochum elleni 2–0-ra elvesztett kupatalálkozón, a 76. percben váltotta Martin Harnikot. Két héttel később az 1. FC Köln ellen játszotta első bajnoki meccsét. Október 18-án a Bayer Leverkusen elleni 3–3-s döntetlennel záruló bajnoki találkozón az 57. percben szöglet után volt eredményes. A következő fordulóban az Eintracht Frankfurt elleni idegenbeli bajnoki mérkőzésen 5–4-re nyertek és a 81. percben jegyzett gólt. November 28-án a Freiburg vendégeként 4–1-es győzelmet arattak és a csatár a 68. percben 3–1-re növelte csapata előnyét. A szezon során többször már nem volt eredményes, így 32 bajnokin és egy kupa mérkőzésen 3 gólt szerzett.

#### A 2015–16-os szezon
2015. augusztus 8-án a szezon első mérkőzésén a kupában a Holstein Kiel ellen 2–1-re nyertek idegenben, mely során a 60. percben gólpasszt osztott ki Daniel Ginczeknek. Nyolc nappal telt el, és a bajnokság a Köln elleni találkozóval kezdődött számukra, itt a 86. percben váltotta Emiliano Insúat. Szeptember 23-án a Hannover csapata ellen gólt és gólpasszt jegyzett, az idegenbeli találkozót 3–1-re nyerték meg. Október 3-án a Hoffenheim vendégeként 2–2-s döntetlent játszottak, Werner a 90. percben talált be, majd néhány perccel később közel állt a duplázáshoz is. November 1-jén a Darmstadt ellen hazai pályán 2–0-s győzelmet arattak, a 94. percben Alexandru Maxim passzából ballal talált a kapuba. December 16-án a kupában az Eintracht Braunschweig ellen a hosszabbításban tudott eredményes lenni. 2016. január 23-án a Köln vendégeként gólt és gólpasszt jegyzett. Február 27-én a Hannover ellen a 18. percben Filip Kostić pontrúgását követően volt eredményes. Március 5-én a Hoffenheim ellen az 5–1-re megnyert hazai meccsen a 83. percben állította be a végeredményt. 41 év után búcsúzott a német élvonaltól a Stuttgart, amely az utolsó fordulóban 3–1-es vereséget szenvedett a VfL Wolfsburg vendégeként, Werner pedig így elhagyta a klubot. 36 tétmérkőzésen 7 gólt szerzett, valamint társainak kiosztott 5 gólpasszt is a szezonban.

### RB Leipzig

#### A 2016–2017-es szezon

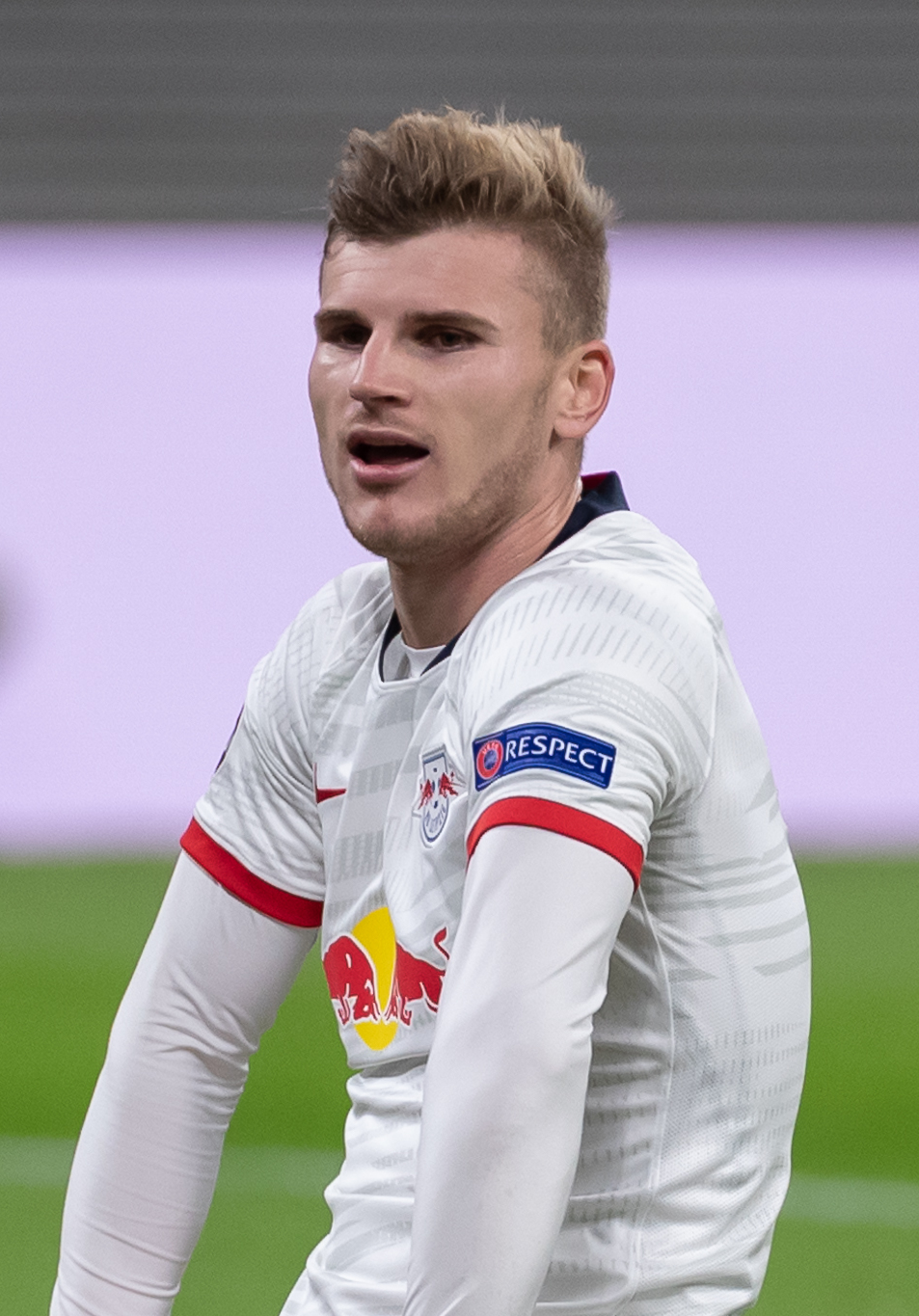
Az RB Leipzig-ben 2019-ben

2016. június 11-én hivatalosan bejelentették, hogy 4 éves szerződést írt alá az újonc RB Leipzig csapatával, amely 10 millió eurót fizetett érte. Augusztus 20-án debütált a kupában a Dynamo Dresden ellen, a 89. percben váltotta Naby Keïtát. A mérkőzésen a Dynamo jutott tovább, miután 2–2-es döntetlen után tizenegyesekkel 5–4 arányban nyert. Nyolc nappal később a Hoffenheim ellen az első fordulóban kezdőként lépett pályára, majd a 86. percben Massimo Bruno állt be a helyére. A találkozó 2–2-es döntetlennel zárult, a 90. percben Marcel Sabitzer góljával az utolsó percekben mentettek pontot. Szeptember 17-én a Hamburg ellen duplázott, a meccset 4–0-ra nyerték meg. A második félidőben váltotta Keïtát, majd a 72. percben Emil Forsberg szabadrúgását Willi Orbán rúgta kapura, a kipattanót Werner gurította be. Második gólját a 77. percben Forsberg passzából értékesítette, René Adler kapuját vette be. Három nappal később a Mönchengladbach elleni hazai 1–1-s döntetlennel záruló bajnokin csapata egyetlen találatát jegyezte. Négy nap múlva a Köln ellen a legfiatalabb játékossá vált a Bundesliga történetében, aki 100 bajnoki megmérettetésen játszott, ezt 20 évesen és 203 naposan érte el. November 6-án a Mainz ellen duplázott, valamint gólpasszt is jegyzett, a találkozón 3–1-es győzelmet arattak. A 3. percben egy kontra után a kapusba lőtte a labdát, de az magasra felperdülve a kapuba jutott, majd a 44. percben egy újabb kontra támadás után volt eredményes. November 25-én a Freiburg otthonában 4–1-re diadalmaskodtak, ezen a találkozón kétszer is eredményes volt. December 3-án a Schalke ellen 2–1-re nyertek. Ralf Fährmann, a vendégek kapusa szabálytalankodott saját tizenhatosán belül, amiért a lipcsei gárda tizenegyest kapott, melyet Werner értékesített. Két hét elteltével a Hertha volt a klub ellenfele a bajnokságban, Werner egy góllal vette ki részét a 2–0-s sikerből.
2017. január 21-én az Eintracht Frankfurt ellen az első félidő hosszabbításában volt eredményes. Egy héttel később 2–1-re nyert a lipcsei csapat a Hoffenheim ellen, ezzel első vereségét szenvedte el az idény során Szalai Ádám csapata. A mérkőzés 38. percében közelről lőtt egyenlítő gólt, így a legutóbbi öt hazai bajnokiján mindannyiszor eredményes volt. Február 19-én 2–1-re győztek a Borussia Mönchengladbach otthonában, az 55. percben idénybeli 12. bajnoki gólját szerezte meg. Hat nap elteltével a Köln elleni bajnoki találkozón a 65. percben talált be a kapuba és 3–1-re nyertek hazai pályán. Március 3-án a Leipzig 2–2-es döntetlent játszott az Augsburg vendégeként a bajnokságban. A 25. percben a középen kiugró Werner közeli lövéssel egyenlített, amivel 1–1-es döntetlenre állt ekkor az összecsapás. Április 5-én a Mainz otthonában az 52. percben már 2–0 állt az eredményjelzőn, majd egy szögletet követően fejelt gólt. A mérkőzést végül 3–2-re a Lipcse nyert meg. Tíz nappal később a Freiburg ellen ismét eredményes tudott lenni a 42. percben. Április 23-án a Schalke ellen a 14. percben Bernardo keresztlabdáját Benedikt Höwedes mellett lőtte a kapuba. Május 6-án a Hertha ellen duplázott és a német bajnokságban az 1974–1975-ös szezon óta először fordult elő, hogy egy 21 éves játékos legalább 19 találatot jegyzett. Egy héttel később a Bayern München ellen 5–4-re kaptak ki, a 21. percben egy gyors támadás végén Emil Forsberg lépett volna be két védő között, de ezt Xabi Alonso szabálytalanul megakadályozta és a bíró büntetőt ítélt, amit Werner értékesített. A 65. percben egyedül verekedte be magát a tizenhatos bal szélén a védők mögé, majd az alapvonal mentén vezetve a labdát a kimozduló Tom Starke lába mellett éles szögből gurította hálóba a labdát. 31 bajnokin volt a pályán a szezon során és ezeken 21 gólt jegyzett, valamint kiosztott 7 gólpasszt is.

#### A 2017–2018-as szezon
2017. augusztus 13-án a kupasorozatban lépett először tétmérkőzésen pályára az idény során a Sportfreunde Dorfmerkingen elleni 5–0-s győzelemmel véget érő találkozón. A mérkőzésen gólt szerzett, valamint büntetőt rontott a hetedosztályú csapat ellen. Hat nappal később a bajnoki rajton is bizalmat szavazott neki Ralph Hasenhüttl, a Schalke ellen 2–0-ra kikapott a Lipcse. A következő bajnokin a Freiburg ellen hazai pályán 4–1-re nyertek, a 48. percben fejes góllal egyenlített ki, majd a 71. percben ismét eredményes volt. A 3. fordulóban a bajnokságban a Hamburger SV ellen 2–0-ra győztek és a 75. percben Gulácsi Péter védését követően Werner robogott végig a hamburgi térfélen, majd középről 15 méterről a hálóba lőtt. Szeptember 13-án a nemzetközi porondon is bemutatkozott, a Bajnokok ligájában a francia AS Monaco ellen hazai pályán 1–1-es döntetlent értek el. Három nap telt el, és 2–2-es döntetlent játszottak otthon a Borussia Mönchengladbachkal, annak ellenére, hogy a 17. percben eredményes volt a támadó. Szeptember 23-án az Eintracht Frankfurt vendégeként a 28. percben kipattanó lövését Jean-Kévin Augustin lőtte a kapuba, majd 67. percben egy lecsorgó labdát lőtt jobbról a kapu hosszú oldalába. Három nappal később a Bajnokok ligájában a török Beşiktaş ellen a 32. percben keringési panaszok miatt nem tudta folytatni játékot, amit a törökök szurkolói által teremtett pokoli hangulat idézett elő. November 1-jén a portugál Porto ellen a kispadon kezdett, majd a második félidőre érkezett a pályára és alig három perc játék után egyenlített. Marcel Sabitzer passza után 20 méterről helyezett a kimozduló José Sá fölött az üres kapuba, de ennek ellenére 3–1-re kikaptak. Három nap elteltével a Lipcse 2–1-re legyőzte odahaza a Hannover 96 csapatát a bajnokságban, a 86. percben egy hosszan felívelt labdát Emil Forsberg lőtt középre, az első lipcsei gólt előkészítő Werner pedig néhány lépésről a hálóba továbbította a labdát, ezzel beállítva a végeredményt. November 18-án 2–2-es döntetlent játszottak a Bayer Leverkusen otthonában, a 13. percben tizenegyesből volt eredményes. Három nappal később a francia AS Monaco vendégeként léptek pályára és 4–1-re nyertek, a csatár duplázott. December 9-én 2–2-t játszottak a Mainzcal a Red Bull Arénában, a meccsen büntetőből talált be.
2018. január 13-án a 63. percben lépett pályára a Schalke ellen és 6 perccel később Konrad Laimer emelte a labdát a kapus fölött középre, ő pedig két védő között az üresen hagyott kapuba továbbította a labdát. Két perccel később középre passzolt a jobb szélről, Bruma pedig átvette, igazított a játékszeren egyet és tizenegy méterről a rövid felsőbe bombázott. Egy héttel később a Freiburg ellen 2–1-es vereséget szenvedtek, a 66. percben ugyanakkor 17 méterről ballal lőtt gólt. Február 15-én az Európa-ligában az olasz Napoli ellen a 61. percben Kevin Kampl szerzett labdát az olaszok térfelén, a jobb szélről laposan visszagurította a labdát, amit Yussuf Poulsen átengedett, Werner pedig laposan a kapuba lőtt. A 93. percben egy ellentámadás után megszerezte a mérkőzésen a második gólját, kialakítva a 3–1-es végeredményt. Március 8-án az Európa-liga nyolcaddöntőjében a Zenyit elleni hazai mérkőzésen a 77. percben Naby Keïta passzát az ötös bal sarka elől jobbal a kapu közepébe lőtte Andrej Lunyov fölött. A mérkőzést 2–1-re nyerték meg. 10 nappal később a bajnokságban a Bayern München ellen 2–1-re nyertek és az 56. percben Gulácsi felívelése után Keïta ugratta ki remekül Wernert, aki 10 méterről, Sven Ulreich mellett a kapu közepébe lőtt, beállítva a végeredményt.
Április 5-én az Európa-liga negyeddöntőjében a francia Marseille ellen az első félidő hosszabbításában Forsberg indította őt, aki kicselezte Boubacar Kamarát és a rövid sarokba lőtt Yohann Pelé lába között, amivel 1-0-ra győzött csapata. Egy hónappal később a VfL Wolfsburg ellen 4–1-re megnyert bajnoki mérkőzésen gólt és gólpasszt jegyzett. Egy héttel később az utolsó fordulóban a Hertha BSC vendégeként 6–2-re nyertek, ismét gól és gólpassz fűződött a neve mellé.

#### A 2018–2019-es szezon
Az új idényben első két gólját szeptember 15-én a Hannover elleni 3–2-re megnyert bajnokin szerezte meg. Október 7-én a Nürnberg ellen a 32. percben az 50. Bundesliga-gólját értékesítette, mely során 6–0-s győzelmet arattak. Az 59. percben ismét eredményes volt, majd a 64. percben tizenegyesét hárította Fabian Bredlow. Október 31-én a kupában a Hoffenheim ellen a második félidőre váltotta Jean-Kévin Augustint, majd két perccel a beállása után Marcel Halstenberg passzából szerzett vezetést csapatának, majd az 56. percben beállította a 2–0-s végeredményt. November 3-án a bajnokságban a Hertha volt az ellenfél és Werner vezetésével a csapat 3–0-ra győzött. A 7. percben egy beívelés után lefejelt labdát lőtt közelről a hálóba, miután Maximilian Mittelstädt luftot rúgott, amivel megzavarta Rune Jarstein. Az 53. percben egy gyors kontra végén pöccintett a Hertha kapusa mellett a kapuba, ez volt az 50. találata az RB Leipzig színeiben. December 2-án a Borussia Mönchengladbach ellen már a 3. percben megszerezte a vezetést, majd az első félidő hosszabbításában Yussuf Poulsen a kimozduló Yann Sommer mellett passzolt neki és 14 méterről az üres kapuba gurította a játékszert. Két héttel később az Mainz elleni 4–1-re megnyert bajnokin duplázott és kiosztott egy gólpasszt a szintén duplázó Yussuf Poulsennek. December 22-én az első félidő vége előtt Max Kruse és Jiří Pavlenka között csapott le a labdára és helyezett a hálóba higgadtan az Werder Bremen elleni évadzáró meccsen.
2019. március 16-án a Schalke ellen a 14. percben közelről talált a kapuba, ezzel kialakította az 1–0-s végeredményt. Április 2-án az Augsburg ellen a 74. percben Willi Orbán szereléséből indult akció végén rúgta el a labdát Gregor Kobel, az Augsburg kapusa mellett a kupa-negyeddöntőben. Négy nappal később a Bayer Leverkusen vendégeként a 4–2-re megnyert meccsen a 74. percben volt eredményes. A következő bajnoki fordulóban a VfL Wolfsburg ellen a 28. percben megszerezte szezonbeli 14. bajnoki gólját, valamint a német élvonalban ez volt egymás után a negyedik olyan mérkőzése, amelyen eredményes volt, vagy kiosztott legalább egy gólpasszt. Két nap múlva Oliver Mintzlaff az RB Leipzig elnök-vezérigazgatója megerősítette, hogy Werner következő idény végén lejáró szerződését nem hosszabbítja meg. Április 23-án a Lipcse a másodosztályú Hamburg ellen a német kupa elődöntőjében 2–0-s győzelmet aratott. A klub ezzel története első kupa-döntőjébe jutott be, ahol az ellenfele a Bayern München volt. Négy nappal később 2–1-re nyert hazai pályán a Freiburg elleni bajnoki mérkőzésen csapatával, a 19. percben szerezte meg a találkozó első gólját és ezzel a gárda a következő idényben a Bajnokok Ligájában indulhatott. Május 3-án az Mainz  ellen egy gólt és két gólpasszt jegyzett, ez a mérkőzés volt az RB Leipzig 100. mérkőzését a Bundesligában.

#### A 2019–2020-as szezon

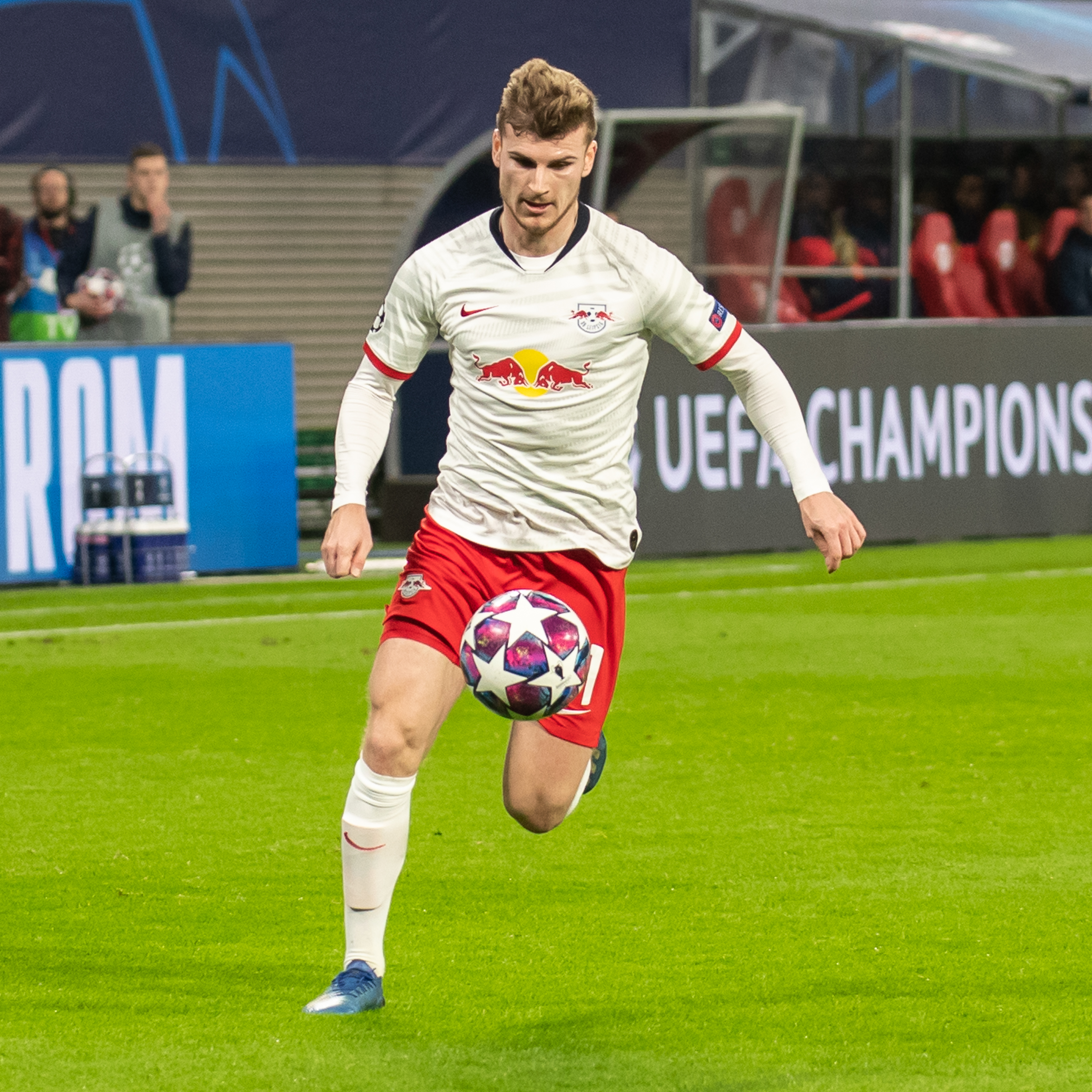
Az RB Leipzig-ben 2020-ban

Augusztus 18-án 4–0-ra nyertek idegenben a 2019–2020-as idény 1 fordulójában az 1. FC Union Berlin csapata ellen, a mérkőzés 41. percében volt eredményes. 1 héttel később az Eintracht Frankfurt csapata ellen a 10. percben egy jobb oldali szögletet követően Yussuf Poulsen csúsztatott fejesét fordulásból lőtte a kapuba a 2–1-re megnyert bajnoki mérkőzésen. Augusztus 30-án idegenben 3–1-re nyert a Lipcse a Borussia Mönchengladbach ellen, csapata mind három gólját Werner szerezte. Szeptember 17-én a bajnokok ligájában a csoportmérkőzések első találkozóján a portugál SL Benfica ellen a 69. percben Yussuf Poulsen készítette le a labdát Werner pedig a jobb alsó sarokba lőtte, megszerezve a mérkőzés első gólját ezzel. 10 perccel később Marcel Sabitzer a leshatárról lépett vissza, majd a középen érkező Wernert hozta ziccerbe és a német játékos be is lőtte a kapuba, de a partjelző lest jelzett, a VAR-vizsgálat után megadták a gólt. Október 5-én 100. alkalommal lépett pályára az RB Leipzig színeiben bajnoki mérkőzésen a Bayer Leverkusen ellen. Október 19-én a bajnokságban a VfL Wolfsburg elleni 1–1-es döntetlennel végződő mérkőzésen csapata egyetlen gólját szerezte meg. Október 30-án a német kupában a VfL Wolfsburg csapata ellen idegenben 6–1-re nyert csapatával, két gólpasszt jegyzett és két gólt szerzett a mérkőzésen. November 2-án három gólig és három gólpasszig jutott az 1. FSV Mainz 05 klubja ellen 8–0-ra megnyert bajnoki mérkőzésen, ezzel Ionel Ganea 2001-es teljesítménye óta elsőként érte el 3–3-as mutatót a Bundesligában. November 23-án ő lett a legfiatalabb játékos, aki elérte a 200 Bundesliga mérkőzést.
2020. június 27-én játszotta utolsó mérkőzését a klubban és két gólt lőtt az Augsburg elleni, 2–1-re megnyert találkozón. Így végül 95 góllal fejezte be lipcsei pályafutását, amelynek köszönhetően ő lett a csapat legeredményesebb játékosa, megdöntve Daniel Frahn rekordját.

### Chelsea

#### A 2020–2021-es szezon
2020. június 18-án a Premier League-ben szereplő Chelsea FC bejelentette a csatár érkezését. A londoni klub 53 millió eurót fizetett érte az RB Leipzignak. Július 1-jén csatlakozott a klubhoz. Szeptember 14-én debütált a bajnokságban a Brighton & Hove Albion elleni 3–1-re megnyert mérkőzésen idegenben. Szeptember 29-én a ligakupában megszerezte első gólját a Tottenham Hotspur ellen. Október 17-én a Southampton ellen hazai pályán 3–3-ra végződő bajnoki mérkőzésen két gólt szerzett és kiosztott egy gólpasszt Kai Havertznek. Október 28-án a Bajnokok ligájában az orosz Krasznodar ellen Kaio szabálytalankodott a tizenhatoson belül ellene ami büntetőt ért, de Jorginho a kapufát találta el és a kipattanó labdát már ő sem tudta a kapuba juttatni. A 76. percben újabb büntetőt ítéltek az angoloknak, ezt Werner ezúttal már értékesítette. Három nappal később a bajnokságban a Burnley ellen Hakím Zíjes passzából szerzett gólt, a találkozó 3–0-s győzelemmel zárult a javukra. November 4-én ismét a Bajnokok ligájában volt eredményes, ezúttal kétszer is. A találkozó 10. és 41. percében két büntetőt értékesített. November 7-én a Sheffield United elleni bajnoki mérkőzésen a vendég együttes védelmi hibáját kihasználva szerezte meg negyedik bajnoki gólját a szezon során. 2021. január 10-én a kupában góllal mutatkozott be a Morecambe csapata ellen. Február 15-én a Newcastle United elleni 2–0-ra megnyert bajnoki meccsen a 39. percben egy szöglet után közvetlen közelről a kapuba lőtte a labdát. Ezzel a góllal 1000 percet követően volt eredményes újra a bajnokságban. Április 24-én a West Ham United ellen a 43. percben Ben Chilwell beadását követően volt eredményes. Május 5-én a spanyol Real Madrid elleni Bajnokok Ligája elődöntőjének visszavágó mérkőzésén a 27. percben Kai Havertz ballal emelt a kapura, de az kipattant és Werner egy méterről az üres kapuba fejelt. Klubjával 3–1-es összesítéssel bejutott a döntőbe, ahol a szintén angol Manchester City lesz az ellenfelük. Május 29-én 1–0-ra megnyerte csapatával az UEFA-bajnokok ligája-döntőjét 1–0-ra.

#### A 2021–2022-es szezon

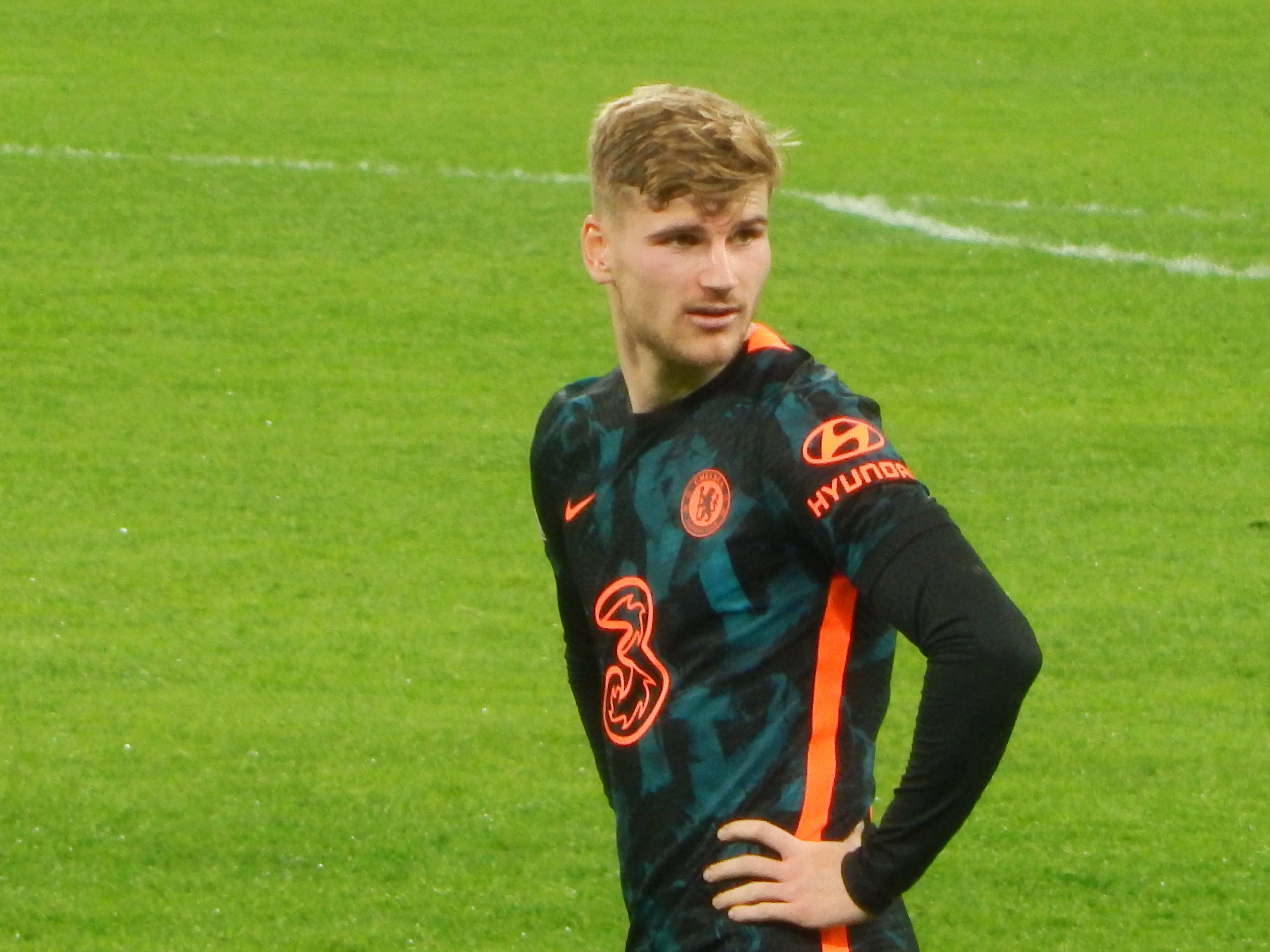
A Zenyit Szankt-Petyerburg ellen 2021-ben

2021. augusztus 11-én kezdőként 65 percet volt pályán az UEFA-szuperkupa-döntőjében, amelyet büntetőpárbajban nyertek meg a spanyol Villarreal ellen. Szeptember 22-én a ligakupában az Aston Villa ellen rendes játékidőben 1–1-re végződő találkozón csapata egyetlen gólját szerezte meg, majd tizenegyespárbajban jutottak tovább. Október 2-án a Southampton ellen 3–1-re megnyert bajnoki mérkőzésen csapata második gólját szerezte meg, valamint saját maga első bajnoki gólját a szezonban. Október 20-án combizomsérülést szenvedett a svéd Malmö FF elleni Bajnokok Ligája találkozón. November 23-án a 72. percben Christian Pulisic cseréjeként lépett pályára a Juventus ellen és a 95. percben beállította a 4–0-s végeredményt. December 8-án duplázott az orosz Zenyit elleni 3–3-ra végződő Bajnokok Ligája-mérkőzésen. A 2. percben Andreas Christensen csúsztatását vette át és egy méterről a kapuba lőtt, majd a 62. percben gólpasszt adott Romelu Lukakunak, végül a 85. percben Christian Pulisic passzát váltotta gólra.
2022. január 8-án a kupában a Chesterfield ellen 5–1-re megnyert mérkőzésen a 6. percben volt eredményes. Március 2-án a Luton Town ellen 3–2-re megnyert kupa mérkőzésen a 68. percben gólt szerzett, valamint két gólpasszt is kiosztott. Április 9-én a Southampton ellen 6–0-ra megnyert bajnoki mérkőzésen duplázott. Három nappal később a Real Madrid elleni Bajnokok Ligája visszavágón gólpasszt adott Mason Mountnak, majd a 74. percben ötös bal sarka előtt Casemirót és Carvajalt is kicselezte, majd jobbal nyolc méterről kapuba lőtt. Április 20-án az Arsenal ellen a 17. percben volt eredményes a 4–2-re elvesztett bajnoki találkozón.

### Visszatérés Lipcsébe

#### A 2022–2023-as szezon
2022. augusztus 9-én 2026 nyaráig szóló szerződést kötött volt klubjával az RB Leipziggel. Augusztus 13-án lépett először pályára az 1. FC Köln elleni 2–2-re végződő bajnoki mérkőzésen és a 36. percben megszerezte a vezetést klubjának. Augusztus 30-án a a negyedosztályú Teutonia Ottensen ellen idegenben 8–0-ra megnyert kupa-mérkőzésen három gólt szerzett. Október 1-jén a VfL Bochum ellen 4–0-ra megnyert bajnoki mérkőzésen a 15. percben a 100. találatát szerezte meg az Lipcse színeiben, majd az 53. percben André Silva kipattanó lövését lőtte a kapuba. Október 11-én a skót Celtic elleni Bajnokok Ligája csoportkörben a 75. percben fejjel volt eredményes, majd gólpasszt adott Emil Forsbergnek a 2–0-ra megnyert találkozón. Október 25-én a Bajnokok Ligája 5. fordulójában a Real Madrid ellen 3–2-re megnyert találkozón a 81. percben Mohamed Simakan passzából tudott eredményes lenni. Négy nappal később a 83. percben Amadou Haidara ugratta ki és 15 méterről kilőtte a bal alsó sarkot a Bayer Leverkusen ellen 2–0-ra megnyert bajnoki mérkőzésen. November 2-án a Bajnokok Ligája utolsó csoportkör mérkőzésén a Sahtar Doneck ellen bokaszalag szakadást szenvedett. 2023. január 24-én a Schalke ellen 6–1-re megnyert bajnoki mérkőzésen az első félidő végén Dani Olmo passzából két méterről a hálóba lőtte a labdát. Február 1-jén a kupában a TSG 1899 Hoffenheim elleni nyolcaddöntő mérkőzésen a 83. percben góljával beállította a 3–1-es végeredményt, és továbbjutottak. Február 25-én a bajnokság 22. fordulójában az Eintracht Frankfurt ellen 2–1-re megnyert találkozón a 6. percben Emil Forsberg ugratta ki a 16-oson belül, majd megszerezte a vezetést csapatának, valamint a 40. percben gólpasszt adott Forsbergnek.
Március 11-én a Borussia Mönchengladbach ellen 3–0-ra megnyert bajnoki találkozón az 58. percben megszerezte a vezetést a csapatának. Április 5-én a kupában a negyeddöntőben a Borussia Dortmund ellen 2–0-ra megnyert találkozón a 22. percben szerezte meg csapatának a vezetést. Április 15-én két gól és egy gólpasszt szerzett az Augsburg ellen 3–1-re megnyert bajnoki mérkőzésen. A 10. percben Kevin Kamplnak adott gólt érő passzt, majd a 32. percben 10 méterről a jobb alsóba lőtte a labdát, végül három perccel később 20 méterről lőtt a hálóba, amivel megszerezte pályafutása 100. Bundesliga-gólját.

#### A 2023–2024-es szezon
2023. augusztus 12-én gólpasszt jegyzett a  szuperkupában a Bayern München ellen 3–0-ra megnyert mérkőzésen. Ezen a mérkőzésen 200. tétmérkőzésén lépett pályára a klub színeiben. Szeptember 23-án a 70. percben lépett pályára a Borussia Mönchengladbach ellen, majd öt perccel később megszerezte a mérkőzés egyetlen gólját, amivel csapata győzött. Október 28-án a 9. fordulóban az 1. FC Köln ellen 6–0-ra megnyert találkozón a 15. percben tizenegyesből volt eredményes.

### Tottenham Hotspur (kölcsönben)
2024. január 9-én rendszeres játéklehetőség reményében kölcsönbe került a szezon hátralévő részére az angol Tottenham Hotspur csapatához, amely vételi opciót is szerzett a szerződtetésére. Január 14-én a Manchester United elleni 2–2-re végződő bajnoki mérkőzésen mutatkozott be, majd a 47. percben gólpasszt adott Rodrigo Bentancurnak. Március 2-án megszerezte első gólját a Tottenham színeiben a Crystal Palace ellen 3–1-re megnyert bajnoki mérkőzésen, a 77. percben Brennan Johnson passzából volt eredményes. Március 10-én az Aston Villa ellen 4–0-ra megnyert találkozón a 87. percben James Maddison cseréjeként lépett pályára, majd a 94. percben góljával kialakította a végeredményt.
2024. május 28-án jelentették be, hogy a következő szezonra is kölcsönveszi a klub, valamint a kölcsönvételi díj és a kivásárlási opció összesen 15 millió eurót tesz ki. Október 30-án a ligakupában a Manchester City ellen 2–1-re megnyert találkozón az 5. percben vezetést szerzett csapatának és ez volt a 2024–2025-ös szezon során az első találata. 2025. május 21-én csapata 1–0-ra legyőzte a Manchester Unitedet a 2024-25-ös Európa Liga döntőjében. 2025. május 31-én jelentették be, hogy kölcsönszerződésének lejárta után visszatér Lipcsébe.

### A válogatottban

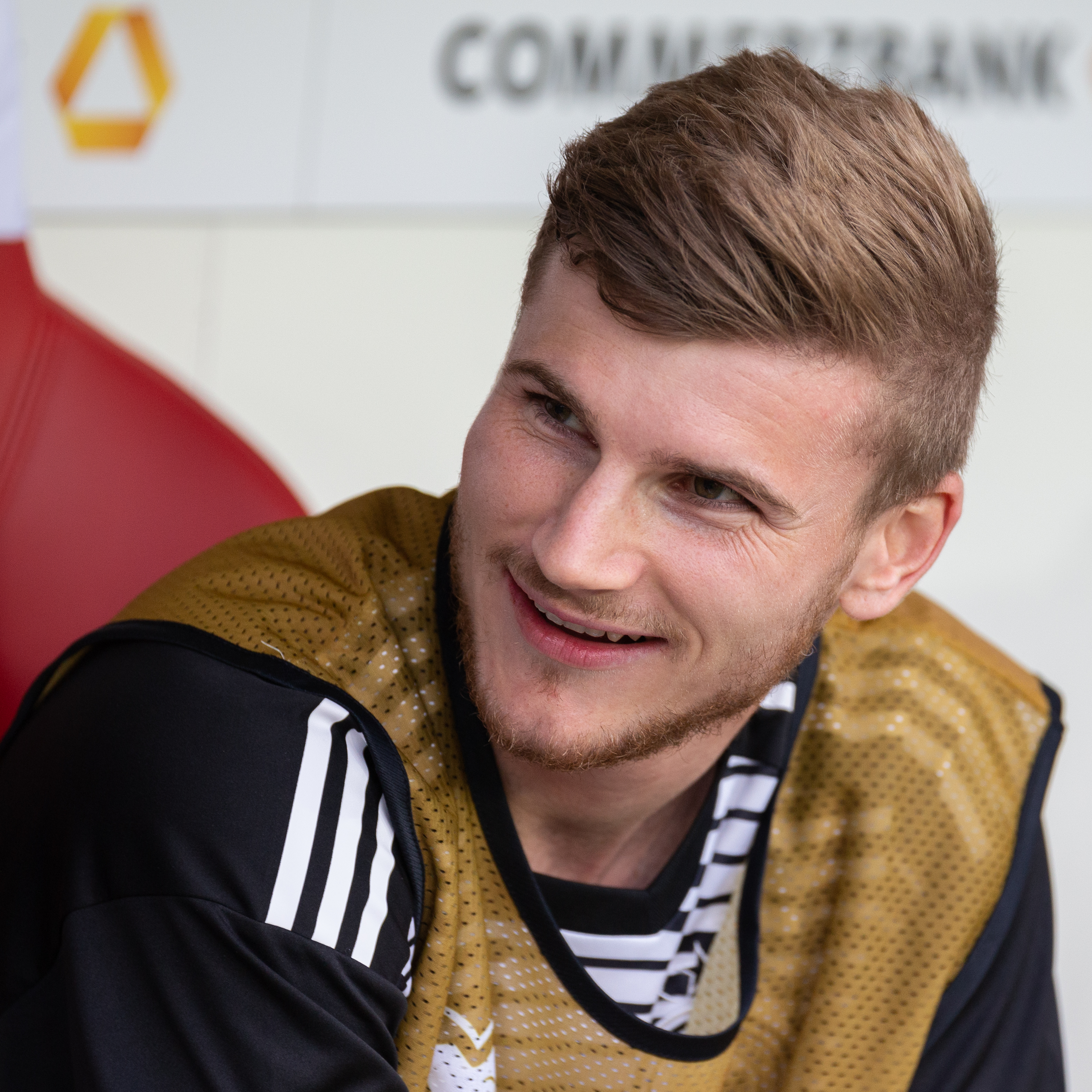
A német válogatottban 2019-ben

2010. november 9-én mesterhármassal mutatkozott be az U15-ös válogatottban a lengyel válogatott ellen. 2016. szeptember 19-én az U16-os válogatottban első meccsén a skótok ellen is gólt jegyzett. 2012. április 14-én az osztrákok ellen lépett pályára először az U17-es válogatottban. Németország színeiben ezüstérmet nyert a 2012-es U17-es Európa-bajnokságon. Október 5-én 10–1-es győzelmet arattak Andorra ellen, ezen a találkozón 5 találat fűződött a nevéhez. 2013. március 18-án 4 gólt jegyzett az észtek ellen. Május 30-án az U19-es csapatban góllal mutatkozott be Dánia ellen. A 2015-ös U19-es Európa-bajnokságra utazó keretbe is meghívást kapott. 2015. szeptember 3-án a dán válogatott elleni 2–1-re megnyert felkészülési találkozón góllal mutatkozott be az U21-es válogatottban.
2017. március 22-én debütált a felnőtt válogatottban az angolok elleni barátságos meccsen, ahol 77 percet töltött a pályán. Joachim Löw nevezte a 2017-es konföderációs kupára utazó keretbe. Június 25-én a tornán a kameruni válogatott ellen 3–1-re győztek, mely során duplázott. A 66. percben Joshua Kimmich jobb oldali beadására érkezett, majd hat méterről, csukafejessel bólintott a kapuba. A 81. percben a csereként beálló Benjamin Henrichs visszatett labdáját lőtte kapásból a jobb sarokba, ezzel kialakította a végeredményt. Négy nappal később Mexikó elleni elődöntőn az 59. percben öt méterről az üres kapuba gurította be a labdát. A mérkőzést 4–1-re nyerték meg és így a döntőbe jutottak. A fináléban a német válogatott 1–0-ra nyert Chile ellen, a 20. percben 20 méterre a saját kapujától Werner elvette Marcelo Díaztól a labdát, majd miután kicselezte Claudio Bravót, az egyedül érkező Lars Stindl elé gurított, aki az üres kapuba passzolta a játékszert. Három góljával a torna aranycipőse lett.
Szeptember 1-jén a 2018-as világbajnokság selejtező mérkőzésén 2–1-re győztek a cseh válogatott vendégeként,  a 4. percben Mesut Özil passzából volt eredményes. Három nappal később 6–0-ra nyert a válogatott Norvégia ellen, a 21. percben Toni Kroos gurított középre, Thomas Müller sarokkal tolta tovább Wernernek, aki a mérkőzés harmadik találatát jegyezte. A 40. percben Müller magasan adta középre a labdát, Werner pedig fejjel bólintott a kapuba. November 14-én felkészülési mérkőzésen 2–2-es döntetlent játszott egymással Németország és Franciaország, itt az 56. percben  egy kontrát követően volt eredményes. 2018. november 19-én a Hollandia elleni Nemzetek Ligája mérkőzésen a 9. percben 22 méterről kilőtte a jobb alsó sarkot, 751 perc után volt ismét eredményes a válogatottban. 2019. június 11-én megszerezte 10. válogatott gólját az Észtország elleni 2020-as Európa-bajnokság selejtező mérkőzésén. Október 13-án ismét Észtország ellen jegyzett gólt a 71. percben, csapata 3–0-ra győzött. 2020. szeptember 3-án a Spanyolország elleni Nemzetek Ligája találkozó 51. percében Robin Gosens gurított be középre a labdát, ahol Leroy Sané elengedte, majd Werner miután átvette, igazított rajta kettőt, majd 15 méterről laposan a jobb alsóba lőtt, amivel megszerezte a mérkőzés első gólját. Október 13-án a Svájc elleni 3–3-ra végződő Nemzetek Ligája találkozó 28. percében szintén betalált. November 14-én Ukrajna ellen duplázott, a mérkőzés 3–1-es győzelemmel zárult a Nemzetek Ligájában. 2021. május 19-én bekerült a 2020-as labdarúgó-Európa-bajnokságra utazó 26 fős német keretbe. Június 7-én a második félidőre küldte pályára Joachim Löw Lettország ellen és az 50. percben első labdaérintéséből gólt szerzett, a felkészülési mérkőzést 7–1-re nyerték meg. Szeptember 2-án Liechtenstein elleni 2022-es labdarúgó-világbajnokság-selejtező mérkőzésen a 41. percben Jamal Musiala ugratta ki és ő pedig megszerezte csapata első gólját a mérkőzésen, amelyet 2–0-ra nyertek meg. Három nappal később az örmények ellen 6–0-ra megnyert selejtező mérkőzésen ismét eredményes volt. Szeptember 8-án sorozatban harmadik mérkőzésen is eredményes tudott lenni, Izland ellen csapata negyedik gólját szerezte meg a 4–0-ra megnyert mérkőzésen. Október 11-én Észak-Macedónia ellen 4–0-ra megnyert világbajnoki-selejtező mérkőzésen duplázott.
2022. március 26-án Izrael ellen 2–0-ra megnyert barátságos mérkőzésen az első félidő végén szerezte meg a találkozó utolsó gólját. Június 14-én duplázott az olasz válogatott ellen 5–2-re megnyert Nemzetek Ligája mérkőzésen. A 68. percben Serge Gnabry középre betett labdájából szerzett gólt, majd egy perccel később Gianluigi Donnarumma adta el a labdát, és ismét Gnabry passzából megszerezte a második gólját a mérkőzésen.

## Játékstílusa
Gyorsasága és állóképessége miatt kapta a "Turbo Timo" becenevet. Céltudatos és robbanékony játékos, kezdetben szélsőként játszott, később vált középcsatárrá. Mezőnymunkája és dinamikája által akár mélyebbről is képes megindulni a pályán, mely által labdát is szerez, így játékba tudja hozni csapattársait is. Bár nem a kemény fizikai erejéről és fejjátékáról ismert, mégis a precíz és erős lövései és a beadásra való kiváló berobbanásai teszik őt klasszikus támadóvá.

## Magánélete
Günther Schuh és Sabine Werner gyermekeként született, mivel szülei nem voltak házasok, ezért édesanyja vezetéknevét kapta meg. Apja szintén labdarúgó volt, a Stuttgarter Kickers csapatában volt igazolt játékos. A stuttgarti Wirtemberg gimnáziumba végezte el középiskolai tanulmányait.

## Statisztikái

### Klubcsapatokban
2025. május 31-én frissítve.
| Klub              | Szezon   | Bajnokság | Bajnokság | Kupa  | Kupa | Ligakupa | Ligakupa | Európa | Európa | Egyéb | Egyéb | Összesen | Összesen |
| Klub              | Szezon   | Meccs     | Gól       | Meccs | Gól  | Meccs    | Gól      | Meccs  | Gól    | Meccs | Gól   | Meccs    | Gól      |
| ----------------- | -------- | --------- | --------- | ----- | ---- | -------- | -------- | ------ | ------ | ----- | ----- | -------- | -------- |
| VfB Stuttgart     | 2013–14  | 30        | 4         | 2     | 0    | —        | —        | 2      | 0      | —     | —     | 34       | 4        |
| VfB Stuttgart     | 2014–15  | 32        | 3         | 1     | 0    | —        | —        | —      | —      | —     | —     | 33       | 3        |
| VfB Stuttgart     | 2015–16  | 33        | 6         | 3     | 1    | —        | —        | 1      | 0      | —     | —     | 37       | 7        |
| VfB Stuttgart     | Összesen | 95        | 13        | 6     | 1    | 0        | 0        | 3      | 0      | 0     | 0     | 104      | 14       |
| RB Leipzig        | 2016–17  | 31        | 21        | 1     | 0    | —        | —        | —      | —      | —     | —     | 32       | 21       |
| RB Leipzig        | 2017–18  | 32        | 13        | 2     | 1    | —        | —        | 11     | 7      | —     | —     | 45       | 21       |
| RB Leipzig        | 2018–19  | 30        | 16        | 4     | 3    | —        | —        | 3      | 0      | —     | —     | 37       | 19       |
| RB Leipzig        | 2019–20  | 34        | 28        | 3     | 2    | —        | —        | 8      | 4      | —     | —     | 45       | 34       |
| RB Leipzig        | Összesen | 127       | 78        | 10    | 6    | 0        | 0        | 22     | 11     | 0     | 0     | 159      | 95       |
| Chelsea           | 2020–21  | 35        | 6         | 4     | 1    | 1        | 1        | 12     | 4      | —     | —     | 52       | 12       |
| Chelsea           | 2021–22  | 21        | 4         | 5     | 2    | 4        | 1        | 5      | 4      | 2     | 0     | 37       | 11       |
| Chelsea           | Összesen | 56        | 10        | 9     | 3    | 5        | 2        | 17     | 8      | 2     | 0     | 89       | 23       |
| RB Leipzig        | 2022–23  | 27        | 9         | 5     | 5    | —        | —        | 8      | 2      | —     | —     | 40       | 16       |
| RB Leipzig        | 2023–24  | 8         | 2         | 1     | 0    | —        | —        | 4      | 0      | 1     | 0     | 14       | 2        |
| RB Leipzig        | Összesen | 35        | 11        | 6     | 5    | 0        | 0        | 12     | 2      | 1     | 0     | 54       | 18       |
| Tottenham Hotspur | 2023–24  | 13        | 2         | 1     | 0    | —        | —        | —      | —      | —     | —     | 14       | 2        |
| Tottenham Hotspur | 2024–25  | 18        | 0         | 1     | 0    | 3        | 1        | 5      | 0      | —     | —     | 27       | 1        |
| Tottenham Hotspur | Összesen | 20        | 2         | 1     | 0    | 2        | 1        | 3      | 0      | 0     | 0     | 26       | 3        |
| Összesen          | Összesen | 344       | 114       | 33    | 15   | 8        | 3        | 58     | 21     | 3     | 0     | 446      | 153      |

### A válogatottban
2023. március 28-án frissítve.
| Németország | Németország | Németország |
| Év          | Meccs       | Gól         |
| ----------- | ----------- | ----------- |
| 2017        | 10          | 7           |
| 2018        | 13          | 2           |
| 2019        | 6           | 2           |
| 2020        | 6           | 4           |
| 2021        | 12          | 6           |
| 2022        | 8           | 3           |
| 2023        | 2           | 0           |
| Összesen    | 57          | 24          |

### Válogatott góljai
2022. június 14-én frissítve.
| #   | Időpont             | Helyszín                                            | Ellenfél        | Gólok | Eredmény | Kiírás                                     |
| --- | ------------------- | --------------------------------------------------- | --------------- | ----- | -------- | ------------------------------------------ |
| 1.  | 2017. június 25.    | Fist Olimpiai Stadion, Szocsi, Oroszország          | Kamerun         | 2–0   | 3–1      | 2017-es konföderációs kupa                 |
| 2.  | 2017. június 25.    | Fist Olimpiai Stadion, Szocsi, Oroszország          | Kamerun         | 3–1   | 3–1      | 2017-es konföderációs kupa                 |
| 3.  | 2017. június 29.    | Fist Olimpiai Stadion, Szocsi, Oroszország          | Mexikó          | 3–1   | 4–1      | 2017-es konföderációs kupa                 |
| 4.  | 2017. szeptember 1. | Eden Arena, Prága, Csehország                       | Csehország      | 0–1   | 1–2      | 2018-as világbajnokság-selejtező           |
| 5.  | 2017. szeptember 3. | Mercedes-Benz Arena, Stuttgart, Németország         | Norvégia        | 3–0   | 6–0      | 2018-as világbajnokság-selejtező           |
| 6.  | 2017. szeptember 3. | Mercedes-Benz Arena, Stuttgart, Németország         | Norvégia        | 4–0   | 6–0      | 2018-as világbajnokság-selejtező           |
| 7.  | 2017. november 14.  | RheinEnergieStadion, Köln, Németország              | Franciaország   | 1–1   | 2–2      | Barátságos mérkőzés                        |
| 8.  | 2018. június 8.     | BayArena, Leverkusen, Németország                   | Szaúd-Arábia    | 1–0   | 2–1      | Barátságos mérkőzés                        |
| 9.  | 2018. november 19.  | Arena AufSchalke, Gelsenkirchen, Németország        | Hollandia       | 1–0   | 2–2      | 2018–2019-es UEFA Nemzetek Ligája          |
| 10. | 2019. június 11.    | Opel Arena, Mainz, Németország                      | Észtország      | 7–0   | 8–0      | 2020-as Európa-bajnokság selejtező         |
| 11. | 2019. október 13.   | A. Le Coq Aréna, Tallinn, Észtország                | Észtország      | 3–0   | 3–0      | 2020-as Európa-bajnokság selejtező         |
| 12. | 2020. szeptember 3. | Mercedes-Benz Arena, Stuttgart, Németország         | Spanyolország   | 1–0   | 1–1      | 2020–2021-es UEFA Nemzetek Ligája          |
| 13. | 2020. október 13.   | RheinEnergieStadion, Köln, Németország              | Svájc           | 1–2   | 3–3      | 2020–2021-es UEFA Nemzetek Ligája          |
| 14. | 2020. november 14.  | Red Bull Arena, Lipcse, Németország                 | Ukrajna         | 2–1   | 3–1      | 2020–2021-es UEFA Nemzetek Ligája          |
| 15. | 2020. november 14.  | Red Bull Arena, Lipcse, Németország                 | Ukrajna         | 3–1   | 3–1      | 2020–2021-es UEFA Nemzetek Ligája          |
| 16. | 2021. június 7.     | Merkur Spiel-Arena, Düsseldorf, Németország         | Lettország      | 6–0   | 7–1      | Barátságos mérkőzés                        |
| 17. | 2021. szeptember 2. | Kybunpark, St. Gallen, Svájc                        | Liechtenstein   | 1–0   | 2–0      | 2022-es labdarúgó-világbajnokság-selejtező |
| 18. | 2020. szeptember 5. | Mercedes-Benz Arena, Stuttgart, Németország         | Örményország    | 4–0   | 6–0      | 2022-es labdarúgó-világbajnokság-selejtező |
| 19. | 2020. szeptember 8. | Laugardalsvöllur, Reykjavík, Izland                 | Izland          | 4–0   | 4–0      | 2022-es labdarúgó-világbajnokság-selejtező |
| 20. | 2021. október 11.   | Toše Proeski Aréna, Szkopje, Észak-Macedónia        | Észak-Macedónia | 2–0   | 4–0      | 2022-es labdarúgó-világbajnokság-selejtező |
| 21. | 2021. október 11.   | Toše Proeski Aréna, Szkopje, Észak-Macedónia        | Észak-Macedónia | 3–0   | 4–0      | 2022-es labdarúgó-világbajnokság-selejtező |
| 22. | 2022. március 26.   | Rhein-Neckar-Arena, Sinsheim, Németország           | Izrael          | 2–0   | 2–0      | Barátságos mérkőzés                        |
| 23. | 2022. június 14.    | Borussia-Park Stadion, Mönchengladbach, Németország | Olaszország     | 4–0   | 5–2      | 2022–2023-as UEFA Nemzetek Ligája          |
| 24. | 2022. június 14.    | Borussia-Park Stadion, Mönchengladbach, Németország | Olaszország     | 5–0   | 5–2      | 2022–2023-as UEFA Nemzetek Ligája          |

## Sikerei, díjai

### RB Leipzig
- Német kupa
  - győztes: 2022–2023[240]
  - döntős: 2018–2019[241]
- Német szuperkupa
  - győztes: 2023[242]

### Chelsea
- Angol kupa
  - döntős: 2020–2021,[243] 2021–2022[244]
- Angol ligakupa
  - döntős: 2021–2022[245]
- UEFA-bajnokok ligája
  - győztes: 2020–21[246]
- UEFA-szuperkupa
  - győztes: 2021
- FIFA-klubvilágbajnokság
  - győztes: 2021

### Tottenham Hotspur
- Európa-liga
  - győztes: 2024–25

### A válogatottban
- Németország U17
  - U17-es labdarúgó-Európa-bajnokság – ezüstérmes: 2012
- Németország
  - Konföderációs kupa: 2017[247]

### Egyéni
- Fritz Walter-medál (U17) – aranyérmes: 2013[248]
- Fritz Walter-medál (U19) – ezüstérmes: 2015[249]
- UEFA-bajnokok ligája – Legjobb 24 év alattiak kezdő tizenegye: 2017[250]
- Konföderációs kupa – aranycipő : 2017[212]
- Európa-liga – A szezon kerete: 2017–2018[251]
- Az év Bundesliga-csapata: 2019–2020[252]
- Bundesliga – Hónap Játékosa: 2019 november, 2019 december[253]